# Smilisca
Smilisca é um gênero de anfíbios da família Hylidae.
As seguintes espécies são reconhecidas:
- Smilisca baudinii (Duméril & Bibron, 1841)
- Smilisca cyanosticta (Smith, 1953)
- Smilisca dentata (Smith, 1957)
- Smilisca fodiens (Boulenger, 1882)
- Smilisca phaeota (Cope, 1862)
- Smilisca puma (Cope, 1885)
- Smilisca sila Duellman & Trueb, 1966
- Smilisca sordida (Peters, 1863)